# 14734 Susanstoker
14734 Susanstoker è un asteroide della fascia principale. Scoperto nel 2000, presenta un'orbita caratterizzata da un semiasse maggiore pari a 2,3110784 UA e da un'eccentricità di 0,2032499, inclinata di 5,57794° rispetto all'eclittica.